# Overeenkomst voor het Werelderfgoed
De Overeenkomst voor het Werelderfgoed of het Werelderfgoedverdrag (World Heritage Convention) dateert uit 1972. Hierin zijn de volgende zaken vastgelegd:
- welke plekken in aanmerking kunnen komen voor een plaats op de Werelderfgoedlijst;
- welke verplichtingen de ondertekenende staten aangaan op het gebied van identificeren en behouden van monumenten;
- hoe het geld uit het Werelderfgoedfonds wordt besteed;
- autoriteit, samenstelling en werking van de Commissie voor het Werelderfgoed.

Met ingang van 10 juni 2010 hebben 187 staten zich aangesloten bij deze overeenkomst.